# 惯性波

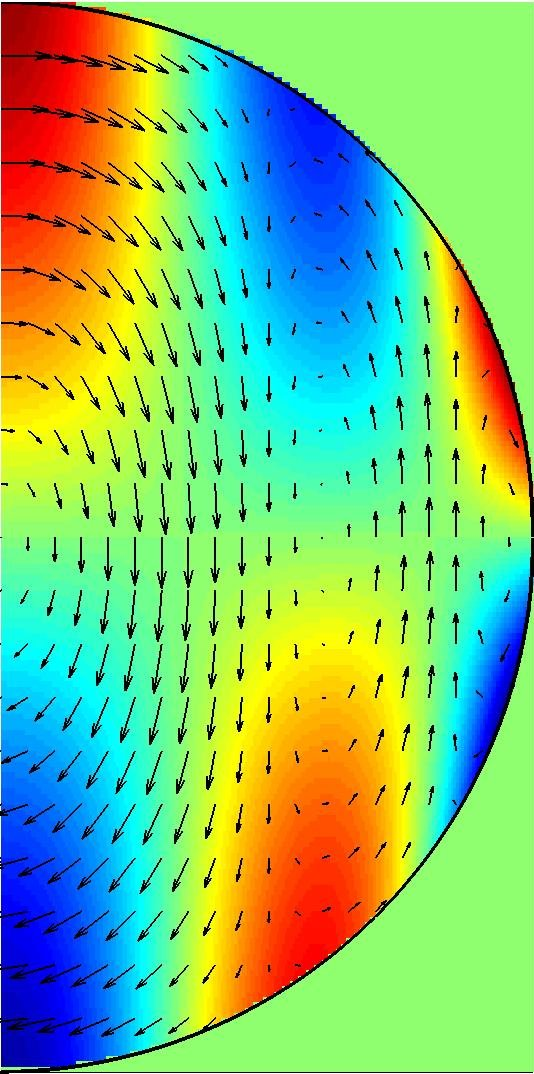
赤道惯性波脉冲在稳定旋转的球形室内引起流体流动模式。该截面上的箭头表示球体继续沿其轴顺时针旋转时在赤道平面内的流动方向和强度，如左图所示。红色表示流出平面；蓝色表示流入平面。

惯性波，也称为惯性振荡、惯性内波，是一种可能出现在旋转流体中的机械波。与通常在海滩或浴缸中看到的表面重力波不同，惯性波流过流体内部，而不是表面。与任何其他类型的波一样，惯性波是由恢复力引起的，并以其波长和频率为特征。因为惯性波的恢复力是科里奥利力，它们的波长和频率以一种特殊的方式相关。惯性波是横向的。最常见的是在大气、海洋、湖泊和实验室实验中观察到它们。罗斯贝波、地转流和地转风是惯性波的例子。惯性波也可能存在于旋转地球的熔融核心中。

## 恢复力
惯性波通过科里奥利力恢复平衡，这是旋转的结果。准确地说，科里奥利力（与离心力一起）出现在旋转框架中，以解释这样一个框架总是在加速的事实。因此，惯性波没有旋转就无法存在。科里奥利力比绳子上的张力更复杂，与运动方向成 90° 角，其强度取决于流体的旋转速度。这两个性质导致了惯性波的特殊特性。

## 特征
惯性波只有在流体旋转时才有可能，并且存在于流体的主体中，而不是在其表面。像光波一样，惯性波是横向的，这意味着它们的振动垂直于波的传播方向发生。惯性波的一个独特的几何特征是它们的相速度，它描述了波的波峰和波谷的运动，垂直于它们的群速度，它是能量传播的量度。
尽管任何频率的声波或电磁波都是可能的，但惯性波只能存在于从零到流体旋转速度两倍的频率范围内。此外，波的频率取决于其传播方向。垂直于旋转轴传播的波的频率为零，有时称为地转模式。平行于轴传播的波具有最大频率（旋转速度的两倍），中间角度的波具有中频。在自由空间中，惯性波可以以介于 0 到两倍旋转速率之间的任何频率存在。然而，一个封闭的容器可以对惯性波的可能频率施加限制，就像对任何类型的波一样。封闭容器中的惯性波通常称为惯性模式。例如，在球体中，惯性模式被迫采用离散频率，从而在不存在模式的地方留下间隙。

## 惯性波的例子
任何一种流体都可以支持惯性波：水、油、液态金属、空气和其他气体。惯性波最常见于行星大气（罗斯贝波、地转风）以及海洋和湖泊（地转流）中，它们负责大部分发生的混合。受海底坡度影响的惯性波通常称为罗斯贝波。惯性波可以在实验室实验或流体旋转的工业流中观察到。惯性波也可能存在于地球的液态外核中，并且至少有一组 （页面存档备份，存于）声称存在它们的证据。同样，惯性波也可能出现在旋转的天文流中，如恒星、吸积盘、行星环和星系。

## 数学描述
流体流动由Navier-Stokes 动量方程控制。流速{\displaystyle {\vec {u}}}具有粘性的流体{\displaystyle \nu }在压力之下{\displaystyle P}并以速率旋转{\displaystyle \Omega }随时间变化{\displaystyle t}根据
{\displaystyle {\frac {\partial {\vec {u}}}{\partial t}}+({\vec {u}}\cdot {\vec {\nabla }}){\vec {u}}=-{\frac {1}{\rho }}{\vec {\nabla }}P+\nu \nabla ^{2}{\vec {u}}-2{\vec {\Omega }}\times {\vec {u}}.}
右侧的第一项说明压力，第二项说明粘性扩散，动量方程（上图）右侧的第三项（最后一项）是科里奥利项。
准确地说， {\displaystyle {\vec {u}}}是在旋转参考系中观察到的流速。由于旋转参考系正在加速（即非惯性系），因此这种坐标变换会产生两个附加（伪）力（如上所述）：离心力和科里奥利力。在上面的等式中，离心力作为广义压力{\displaystyle P}的一部分，即 {\displaystyle P}与平时的压力{\displaystyle p}有关 ，{\displaystyle p}取决于与旋转轴的距离{\displaystyle r} ， 有下面的关系式：
{\displaystyle P=p+{\frac {1}{2}}\rho r^{2}\Omega ^{2}.}
在旋转速度大的情况下，科里奥利力和离心力与其他项相比变大。相比之下，扩散和“对流导数”（左侧第二项）可以忽略不计。取两边的旋度并应用一些向量恒等式，结果得：
{\displaystyle {\frac {\partial }{\partial t}}\nabla \times {\vec {u}}=2({\vec {\Omega }}\cdot {\vec {\nabla }}){\vec {u}}.}
该方程的一类解是满足两个条件的波。首先，如果{\displaystyle {\vec {k}}}是波矢量，
{\displaystyle {\vec {u}}\cdot {\vec {k}}=0,}
也就是说，波必须是横向的，如上所述。第二，解需要频率{\displaystyle \omega }满足色散关系
{\displaystyle \omega =2{\hat {k}}\cdot {\vec {\Omega }}=2\Omega \cos {\theta },}
其中{\displaystyle \theta }是旋转轴与波的方向之间的角度。这些特定的解被称为惯性波。
色散关系看起来很像动量方程中的科里奥利项——注意旋转速率和常系数2，它直接暗示了惯性波的可能频率范围，以及它们的频率对其方向的依赖性。

## 延伸阅读
- Aldridge, K. D.; I. Lumb. . Nature. 1987, 325 (6103): 421–423. Bibcode:1987Natur.325..421A. S2CID 4312055. doi:10.1038/325421a0.
- Greenspan, H. P. . Cambridge University Press. 1969.
- Landau, L. D.; E. M. Lifschitz. . New York: Elsevier. 1987. ISBN 978-0-7506-2767-2.